# Om Namah Shivay
 (mai 2023).
Si vous disposez d'ouvrages ou d'articles de référence ou si vous connaissez des sites web de qualité traitant du thème abordé ici, merci de compléter l'article en donnant les références utiles à sa vérifiabilité et en les liant à la section « Notes et références ».
Albums de Nina Hagen
Beehappy
(1996) Return of the Mother
(2000)
Om Namah Shivay est un album de Nina Hagen sorti en 1999.

## Liste des titres
1. Shank - Ganesh Mantra - OM und Didge
2. Durga Kali Mantra
3. Mother Aarti
4. Mritunya Mantra
5. Jai Mata Kali
6. Hare Krishna
7. He Shiva Shankar
8. Om Namah Shivay
9. Gayatri Mantra
10. Haidhakandeshvari Ma
11. Sankirtan
12. Amarnatha Gange
13. Shanti Mantra